# أورانغ كوفي (كاليفورنيا)
أورانغ كوفي (بالإنجليزية: Orange Cove)‏ هي إحدى مدن مقاطعة فريسنو، كاليفورنيا. عدد سكانها 7،722 نسمة في تعداد عام 2000. أغلب سكان أورانغ كوفي هم من أصل لاتيني ، وكثير منهم من المزارعين. تم إعطاؤها لقب مدينة في 20 يناير، 1948.

## التركيبة السكانية
حدّد مكتب تعداد الولايات المتحدة بيانات التركيبة السكانية لأورانغ كوفي في تعداد الولايات المتحدة. في ما يلي، التركيبة السكانية حسب تعدادي 2000 و2010.

### تعداد عام 2000
بلغ عدد سكان أورانغ كوفي 7,722 نسمة بحسب تعداد عام 2000، وبلغ عدد الأسر 1,694 أسرة وعدد العائلات 1,512 عائلة مقيمة في المدينة. في حين سجلت الكثافة السكانية 1,664.2 نسمة لكل كيلومتر مربع (4,310.3/ميل2). وبلغ عدد الوحدات السكنية 1,767 وحدة بمتوسط كثافة قدره 380.8 لكل كيلومتر مربع (986.3/ميل2).
وتوزع التركيب العرقي للمدينة بنسبة 33.55% من البيض و0.31% من الأمريكيين الأفارقة و2.42% من الأمريكيين الأصليين و1.49% من الأمريكيين ذوي الأصول الآسيوية و58.84% من الأعراق الأخرى و3.38% من عرقين مختلطين أو أكثر و90.60% من الهسبانيون أو اللاتينيون من أي عرق.
بلغ عدد الأسر 1,694 أسرة كانت نسبة 69.6% منها لديها أطفال تحت سن الثامنة عشر تعيش معهم، وبلغت نسبة الأزواج القاطنين مع بعضهم البعض 61.2% من أصل المجموع الكلي للأسر، ونسبة 18.6% من الأسر كان لديها معيلات من الإناث دون وجود شريك، بينما كانت نسبة 9.4% من الأسر لديها معيلون من الذكور دون وجود شريكة وكانت نسبة 10.7% من غير العائلات. تألفت نسبة 7.1% من أصل جميع الأسر من عدة أفراد يعيشون في نفس المنزل ونسبة 3.7% كانت تتألف من شخص يعيش بمفرده يبلغ من العمر 65 عاماً أو أكثر. وبلغ متوسط حجم الأسرة المعيشية 4.56، أما متوسط حجم العائلات فبلغ 4.66.
بلغ العمر الوسطي للسكان 22.8 عاماً. وكانت نسبة 40.4% من القاطنين تحت سن الثامنة عشر، وكانت نسبة 13.9% بين الثامنة عشر والرابعة والعشرين عاماً، ونسبة 28.1% كانت واقعةً في الفئة العمرية ما بين الخامسة والعشرين والرابعة والأربعين عاماً، ونسبة 12.6% كانت ما بين الخامسة والأربعين والرابعة والستين، ونسبة 5% كانت ضمن فئة الخامسة والستين عاماً فما فوق. يوجد لكل 100 أنثى 107.7 ذكر، ويوجد لكل 100 أنثى في الثامنة عشر من عمرها فما فوق 108.7 ذكر.
بلغ متوسط دخل الأسرة في المدينة 22,357 دولارًا، أما متوسط دخل العائلة فبلغ 22,525 دولارًا. وكان متوسط دخل الذكور 21,042 دولارًا مقابل 16,821 دولارًا للإناث. وسجل دخل الفرد الخاص بالمدينة 7,126 دولارًا. وكانت نسبة 39.9% من العائلات ونسبة 44.5% من السكان تحت خط الفقر، وكان من هؤلاء نسبة 55.3% تحت سن الثامنة عشر ونسبة 20% في الخامسة والستين من العمر وما فوق.

### تعداد عام 2010
بلغ عدد سكان أورانغ كوفي 9,078 نسمة بحسب تعداد عام 2010، وبلغ عدد الأسر 2,068 أسرة وعدد العائلات 1,854 عائلة مقيمة في المدينة. في حين سجلت الكثافة السكانية 1,956.5 نسمة لكل كيلومتر مربع (5,067.3/ميل2). وبلغ عدد الوحدات السكنية 2,231 وحدة بمتوسط كثافة قدره 480.8 لكل كيلومتر مربع (1,245.3/ميل2).
وتوزع التركيب العرقي للمدينة بنسبة 43.40% من البيض و0.79% من الأمريكيين الأفارقة و1.44% من الأمريكيين الأصليين و1.11% من الأمريكيين ذوي الأصول الآسيوية و0.03% من سكان جزر المحيط الهادئ و49.36% من الأعراق الأخرى و3.86% من عرقين مختلطين أو أكثر و92.67% من الهسبانيون أو اللاتينيون من أي عرق.
بلغ عدد الأسر 2,068 أسرة كانت نسبة 70.6% منها لديها أطفال تحت سن الثامنة عشر تعيش معهم، وبلغت نسبة الأزواج القاطنين مع بعضهم البعض 58.1% من أصل المجموع الكلي للأسر، ونسبة 20.8% من الأسر كان لديها معيلات من الإناث دون وجود شريك، بينما كانت نسبة 10.7% من الأسر لديها معيلون من الذكور دون وجود شريكة وكانت نسبة 10.3% من غير العائلات. تألفت نسبة 8.4% من أصل جميع الأسر من عدة أفراد يعيشون في نفس المنزل ونسبة 4.3% كانت تتألف من شخص يعيش بمفرده يبلغ من العمر 65 عاماً أو أكثر. وبلغ متوسط حجم الأسرة المعيشية 4.39، أما متوسط حجم العائلات فبلغ 4.53.
بلغ العمر الوسطي للسكان 23.6 عاماً. وكانت نسبة 39.9% من القاطنين تحت سن الثامنة عشر، وكانت نسبة 12.3% بين الثامنة عشر والرابعة والعشرين عاماً، ونسبة 26.4% كانت واقعةً في الفئة العمرية ما بين الخامسة والعشرين والرابعة والأربعين عاماً، ونسبة 15.8% كانت ما بين الخامسة والأربعين والرابعة والستين، ونسبة 5.7% كانت ضمن فئة الخامسة والستين عاماً فما فوق. وتوزع التركيب الجنسي للسكان بنسبة 50.2% ذكور و49.8% إناث.